# Overland Track

Karte des Overland Tracks

Der Overland Track ist einer der bekanntesten australischen Fernwanderwege, gelegen im Cradle-Mountain-Lake-St.-Clair-Nationalpark auf der Insel Tasmanien.
Der Track erstreckt sich über eine Länge von 65 km durch die Tasmanische Wildnis vom Cradle Mountain zum Lake St. Clair. Die Wanderroute führt durch das tasmanische Hochland, vorbei an Tasmaniens höchstem Berg, dem Mount Ossa (1617 m). Je nach Ausrüstung und Wetterlage ist der Track in etwa fünf bis sieben Tagen zu bewältigen. Aufgrund der großen Popularität wurde 2007 ein Buchungssystem eingeführt. In der Hauptsaison (1. Oktober bis 31. Mai) muss man nun für AUD 200.- (Stand 2018) ein Startdatum buchen. Pro Tag dürfen maximal 34 Personen in Cradle Mountain den Track beginnen. Zudem muss in den Sommermonaten aus Umweltgründen von Norden nach Süden gewandert werden. In den Sommermonaten sind die Plätze häufig ausgebucht.